# Transnistrie (État)
Pour les articles homonymes, voir Transnistrie.
Cet article concerne la République moldave du Dniestr, État non reconnu. Pour la Transnistrie géographique, voir Transnistrie (région).
(ru) Приднестровская Молдавская Республика 
(uk) Придністровська Молдавська Республіка 
(ro-MD) Република Молдовеняскэ Нистрянэ (Republica Moldovenească Nistreană) 
La Transnistrie — du préfixe « trans », signifiant « au-delà », et de Nistru, nom roumain du fleuve Dniestr ou Pridnestrovie — du russe Приднестровье, en forme longue la république moldave du Dniestr (en russe : Приднестровская Молдавская Республика/Pridnestrovskaia Moldavskaia Respublika ; en ukrainien : Придністровська Молдавська Республіка/Prydnistrovsʹka Moldavsʹka Respublika, en moldave/roumain : Република Молдовеняскэ Нистрянэ/Republica Moldovenească Nistreană/Republika Moldovenyaské Nistryané, abrégé en ПMP et PMH sur les cartes éditées par son gouvernement, abrégé par « RMD » en français ci-dessous), est un État autoproclamé indépendant de fait depuis la guerre de Transnistrie et l'intervention militaire russe de 1992 qui a conduit à l'établissement d'une présence militaire russe en Transnistrie de manière permanente. Le statut de la région et le retrait de l'armée russe se trouvent depuis au cœur des relations entre la Moldavie et la Russie.
La Moldavie, l’Organisation des Nations unies et tous ses États membres, dont la Russie, ne reconnaissent pas cette indépendance et considèrent la Transnistrie comme une région autonome située dans les frontières internationalement reconnues de la Moldavie. Le Conseil de l'Europe considère la Transnistrie comme un territoire moldave sous occupation militaire russe .
Son territoire, situé sur la rive gauche du Dniestr, couvre 97 % de ce qui est, de droit, une région autonome de la Moldavie (en roumain/moldave Unitățile Teritoriale Autonome din stînga Nistrului : « Unités territoriales autonomes de la rive gauche du Dniestr », en abrégé UTAN), ainsi que la ville et la citadelle de Bender-Tighina situées sur la rive droite du Dniestr, qui ne font pas partie de l’UTAN. La Transnistrie recouvre presque intégralement cinq raïons moldaves et la municipalité (ro) de Tiraspol. La moitié ouest de l’un de ces cinq raions, celui de Dubăsari, est toutefois sous le contrôle de l’État moldave central dont la capitale est Chișinău.
Sa capitale est Tiraspol.
En 2013, la Transnistrie n’a de relations diplomatiques qu’avec l'Abkhazie, l’Ossétie du Sud-Alanie et le Haut-Karabagh, territoires également non reconnus par l’ONU.

## Toponymie

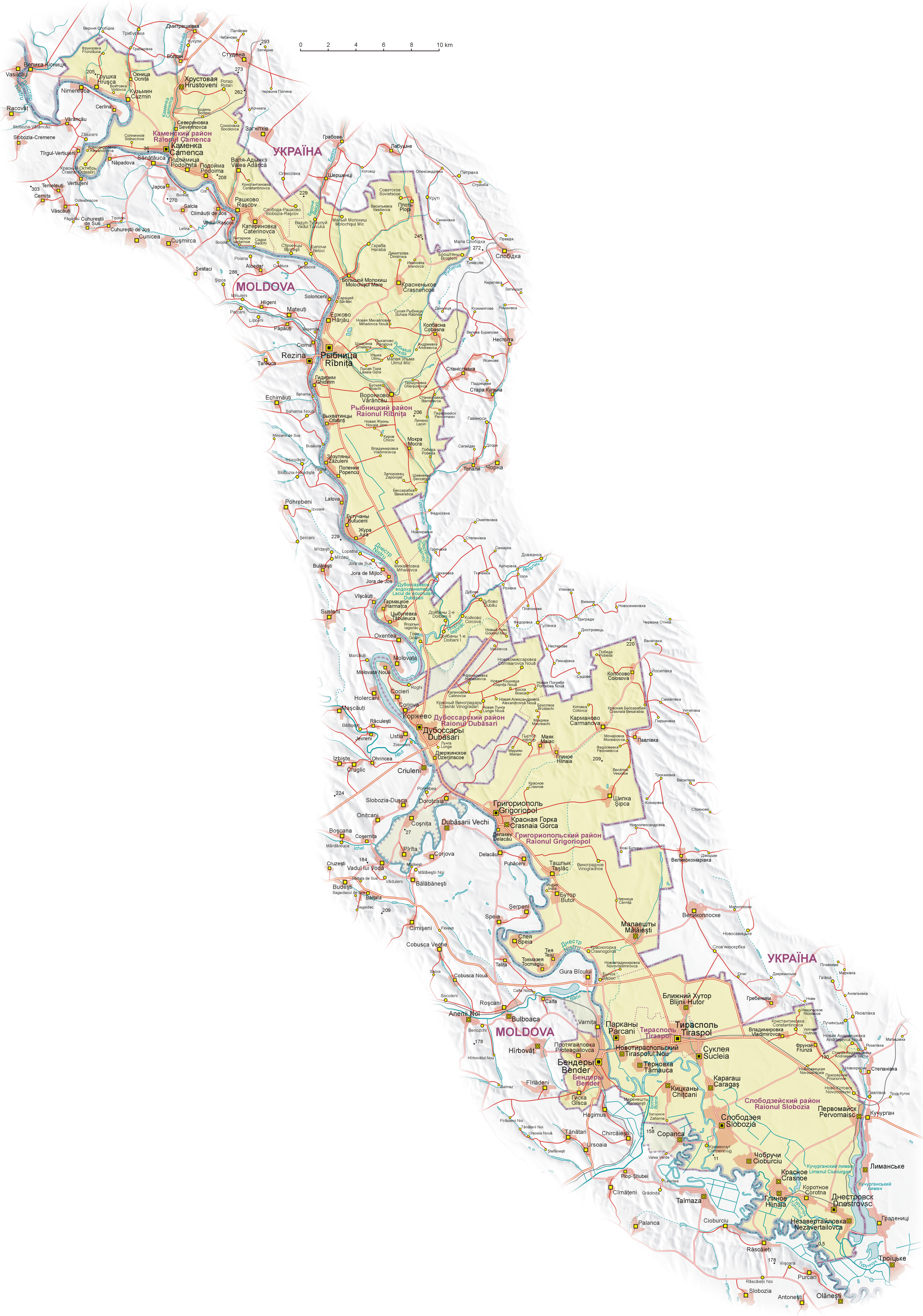
Territoire de facto de la RMD (avec Bender (Tighina) mais sans Cocieri, Molovata, Corjova, Coșnița, Pîrîta et Doroțca qui ont choisi l'obédience du gouvernement moldave).

L'adjectif « transnistriennes » — signifiant littéralement « au-delà du Dniestr », Nistru étant le nom roumain du fleuve — a été inventé par les ethnographes roumains du XIXe siècle dans leurs descriptions des minorités roumanophones vivant dans les gouvernements russes de Podolie et de Kherson, où elles s'étaient installées en provenance du Boudjak et de la Dobrogée, pour fuir la double-capitation sur les chrétiens (haraç) et l'enlèvement des garçons en vue de leur enrôlement dans le corps des janissaires, pratiqués dans ces régions devenues ottomanes au XVe siècle. Au début du XXe siècle, cette dénomination tombe en désuétude jusqu'en 1941, lorsque le régime pro-fasciste du maréchal Antonescu occupe la région ukrainienne située entre le Dniestr et le Boug méridional, qu’il appelle alors officiellement « Transnistrie ». Cette occupation dure trois ans, après quoi à nouveau le terme retourne à l'oubli pour ressurgir en 1992 lors de la guerre du Dniestr consécutive à la dislocation de l'URSS, mais cette fois avec un sens territorialement plus restreint, désignant seulement le territoire moldave situé sur la rive gauche du Dniestr, communément mentionné en français sous le nom de « Transnistrie » alors que les autorités et populations russophones contestent cette dénomination roumaine, signifiant « au-delà du Dniestr », et utilisent plutôt la dénomination russe Pridniestrovie (Приднестровье) signifiant « près du Dniestr ».
En forme longue, le gouvernement de Tiraspol utilise un nom différent dans chacune de ses trois langues officielles (russe, ukrainien et « moldave »). La dénomination moldave : Република Молдовеняскэ Нистрянэ en caractères roumains cyrilliques est la même qu'en caractères latins (roumain : Republica Moldovenească Nistreană, soit littéralement « République moldave nistréenne »), tandis qu'en russe : Приднестровская Молдавская Республика et ukrainien : Придністровська Молдавська Республіка elle comporte le préfixe При (pri) dont la traduction française, en toponymie, donne « lez », « lès » ou « auprès de ». La forme longue slave serait donc « république moldave près du Dniestr ».
La nuance est importante car Transnistrie, « au-delà du Dniestr », sous-entend la reconnaissance de l’UTAN n’incluant que la rive gauche du fleuve, alors que Приднестровье, translittéré Pridnestrovie ou Pridniestrovie, « près du Dniestr », sous-entend la reconnaissance de la RMD incluant des territoires sur les deux rives du fleuve. On trouve quelquefois en français les transcriptions « Cisdniestrie », « Pridniestrie » ou encore « Transdniestrie », qui mélange les dénominations roumaine et russe.
Le Conseil suprême a adopté une loi le 5 septembre 2024 interdisant l’utilisation du terme « Transnistrie » au lieu de « Pridnistrovie » dans la région, imposant une amende de 360 roubles et jusqu’à 15 jours d’emprisonnement pour toute utilisation de ce nom en public, et jusqu’à une amende de 9 000 roubles pour les personnes morales,.

## Géographie

### Étendue

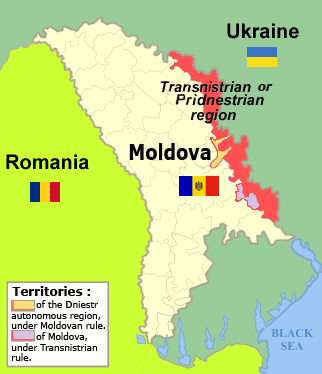
La RMD est en rouge. Les territoires en jaune font partie de l’UTAN, mais sont sous contrôle de la république de Moldavie ; les territoires en violet sont hors de l’UTAN, mais sont sous contrôle de la RMD.

La superficie de la Transnistrie n’est pas la même selon que l’on se réfère :
- à la situation de jure selon l’accord signé en 2003 par Dmitri Kozak, envoyé du président russe Vladimir Poutine, selon la loi de juillet 2005 et selon les accords de 2008 qui reconnaissent l'« Unité territoriale autonome de la rive gauche du Dniestr » (UTAN) ayant une large autonomie, dont le territoire est défini avec le raion de Dubăsari entier, mais sans la ville de Bender (Tighina) et sans les territoires voisins situés rive droite du Dniestr[12] ;
- à la situation de facto (mais que la Transnistrie considère comme étant la seule de jure[13]), que ni le Kremlin ni la Moldavie, ni l’Organisation des Nations unies ne reconnaissent, et qui maintient sous contrôle de la RMD la ville de Bender (Tighina) et les territoires adjacents de la rive droite du Dniestr, mais ne comprend pas l’ensemble du raion de Dubăsari puisque, dans ce raïon, les communes de Cocieri, Molovata Nouă, Corjova, Coșnița, Pîrîta et Doroțca ont choisi de se placer sous l’autorité internationalement reconnue du gouvernement moldave.

Bien que les deux gouvernements, moldave et transnistrien, ne se reconnaissent pas mutuellement, la circulation des habitants locaux est possible, mais ralentie et coûteuse en raison des points de contrôle de la RMD où tout ce qui n’est pas sous sa supervision est inspecté et taxé.
Le territoire de 4 163 km2 contrôlé de facto par le gouvernement de Tiraspol a une superficie équivalente à celle du département français des Pyrénées-Orientales ou de la province belge de Luxembourg, mais s’étire, tel un Chili miniature, entre le fleuve Dniestr et la frontière moldavo-ukrainienne.
Le point culminant de la Transnistrie (273,9 m) se situe sur les hauteurs de la commune de Plopi (« les peupliers » en moldave, en russe : Плоть).

### Régions administratives

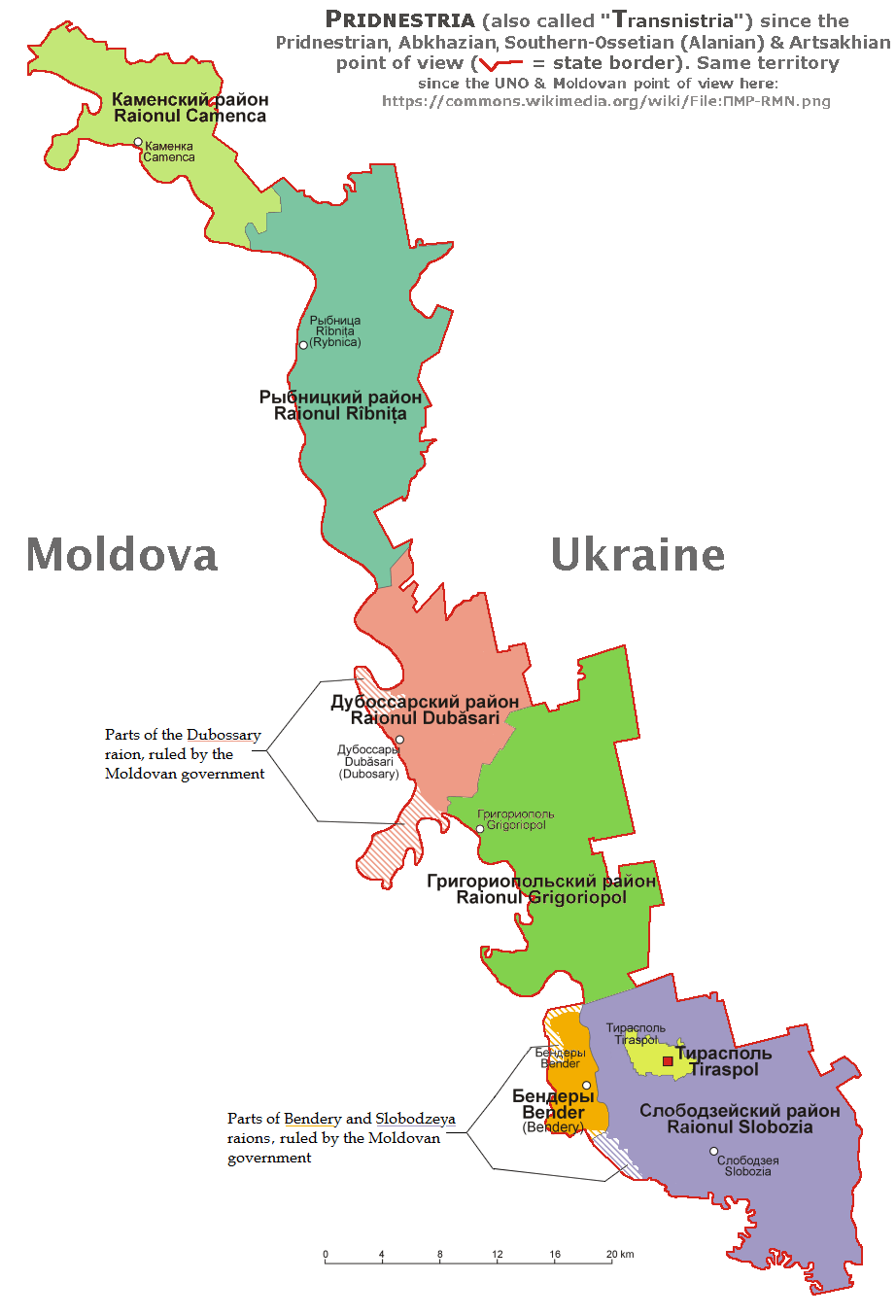
Carte des « raïons » (arrondissements) de la RMD selon son propre point de vue.

La république moldave du Dniestr est subdivisée en cinq raïons (arrondissements) et deux municipalités non rattachées (dont l’une, Tighina, ne fait pas partie des « Unités territoriales autonomes » internationalement reconnues) — les noms russes et leur translittération latine sont indiqués entre parenthèses — :
- raions :
  - Camenca (Кáменка : Kamenka),
  - Dubăsari (Дубосса́ры : Doubossary),
  - Grigoriopol (Григориóполь : Grigoriopol'),
  - Rîbniţa (Рыбница : Rybnitsa),
  - Slobozia (Слободзeя : Slobodzeïa) ;
- municipalités non rattachées :
  - Tiraspol (Тирáсполь : Tiraspol'), la capitale,
  - Tighina (Бендeры : Bendery), détachée de son ancien raion par la RMD.

## Politique et administration

### Situation politique

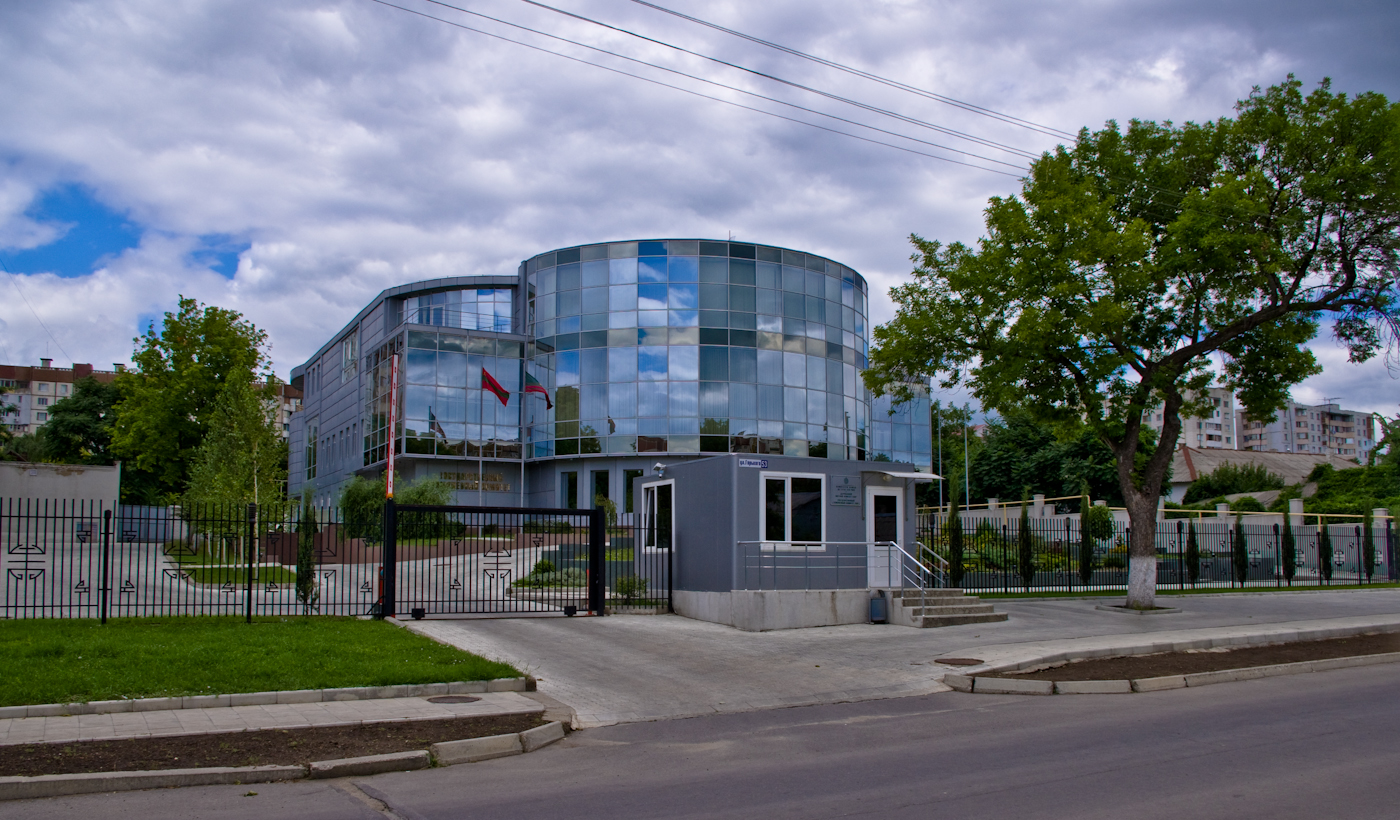
Siège de l'administration de la présidence de la république moldave du Dniestr à Tiraspol, 53 rue Gorki, en 2011.

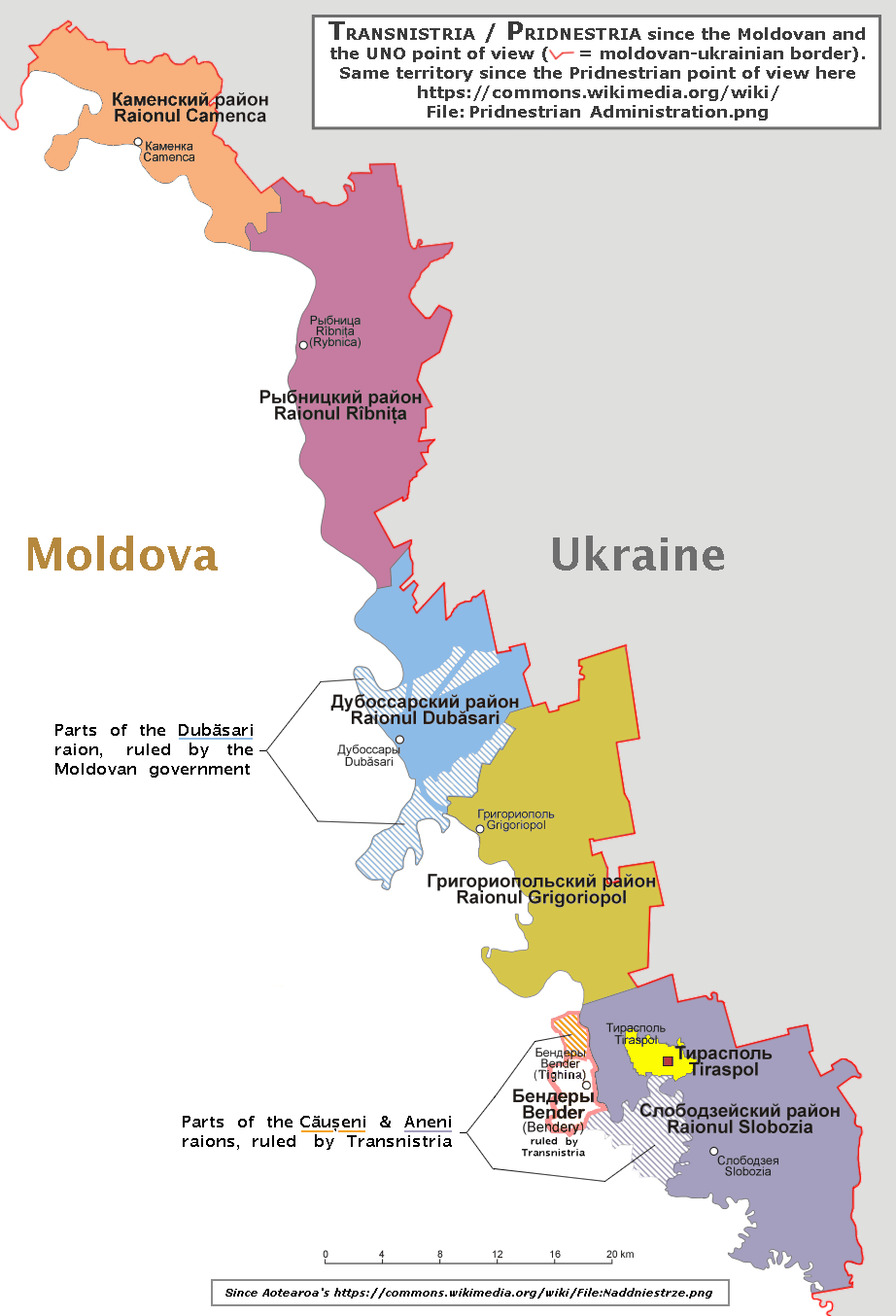
Carte des « raïons » de la RMD selon le point de vue de l'ONU et de la Moldavie.

L’indépendance de l'entité autoproclamée de Transnistrie n’est reconnue que par deux autres entités, l’Ossétie du Sud-Alanie et l’Abkhazie. Elle était également reconnue par le Haut-Karabagh jusqu'à sa disparition en 2023. La Transnistrie de facto indépendante, reste officiellement moldave selon la majorité des Etats du monde, mais cette situation empêche la Moldavie d’exercer sa souveraineté et son autorité sur cette région, qui inclut une grande partie de son industrie.
La république moldave (autoproclamée) du Dniestr (en abrégé RMD) possède sa propre Constitution, son drapeau, son hymne, son président, son Parlement (Conseil suprême), son gouvernement, son armée, sa monnaie (le rouble RMD ou souvoriki) et utilise l’alphabet cyrillique, y compris pour la langue roumaine, jadis appelée « moldave » en Moldavie (voir système moldave officiel de translittération des caractères cyrilliques). Sa sécurité est garantie par la présence de troupes russes.
Bien que n'étant plus économiquement communiste, le gouvernement ayant procédé à une libéralisation progressive de l'économie à partir de 1992, la RMD a conservé les symboles soviétiques, notamment dans son drapeau et ses armoiries. Les dirigeants de la Transnistrie indiquent clairement leur fidélité à leur passé soviétique et n'en être jamais officiellement sortis : le régime du Parti patriotique de Transnistrie (parti unique) y perdure et les médias, sous contrôle gouvernemental, présentent souvent le pays, en russe, comme le dernier bastion de l'Union soviétique, alors qu'en anglais c'est plutôt un pays favorable aux investissements étrangers qui est mis en avant.

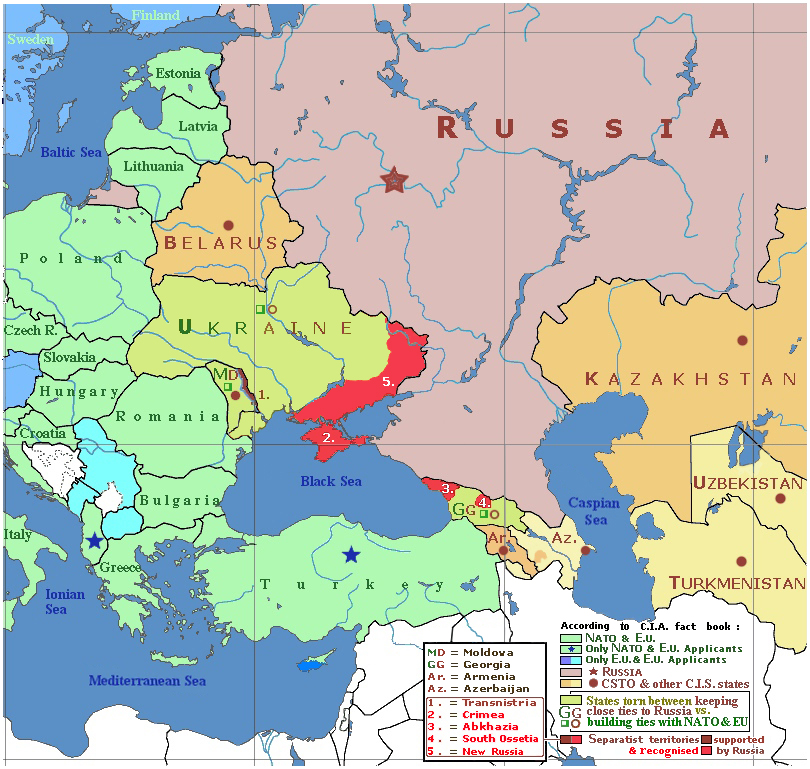
Situation de la Transnistrie dans le jeu stratégique entre Russie et OTAN, entre la CEI et l'UE.

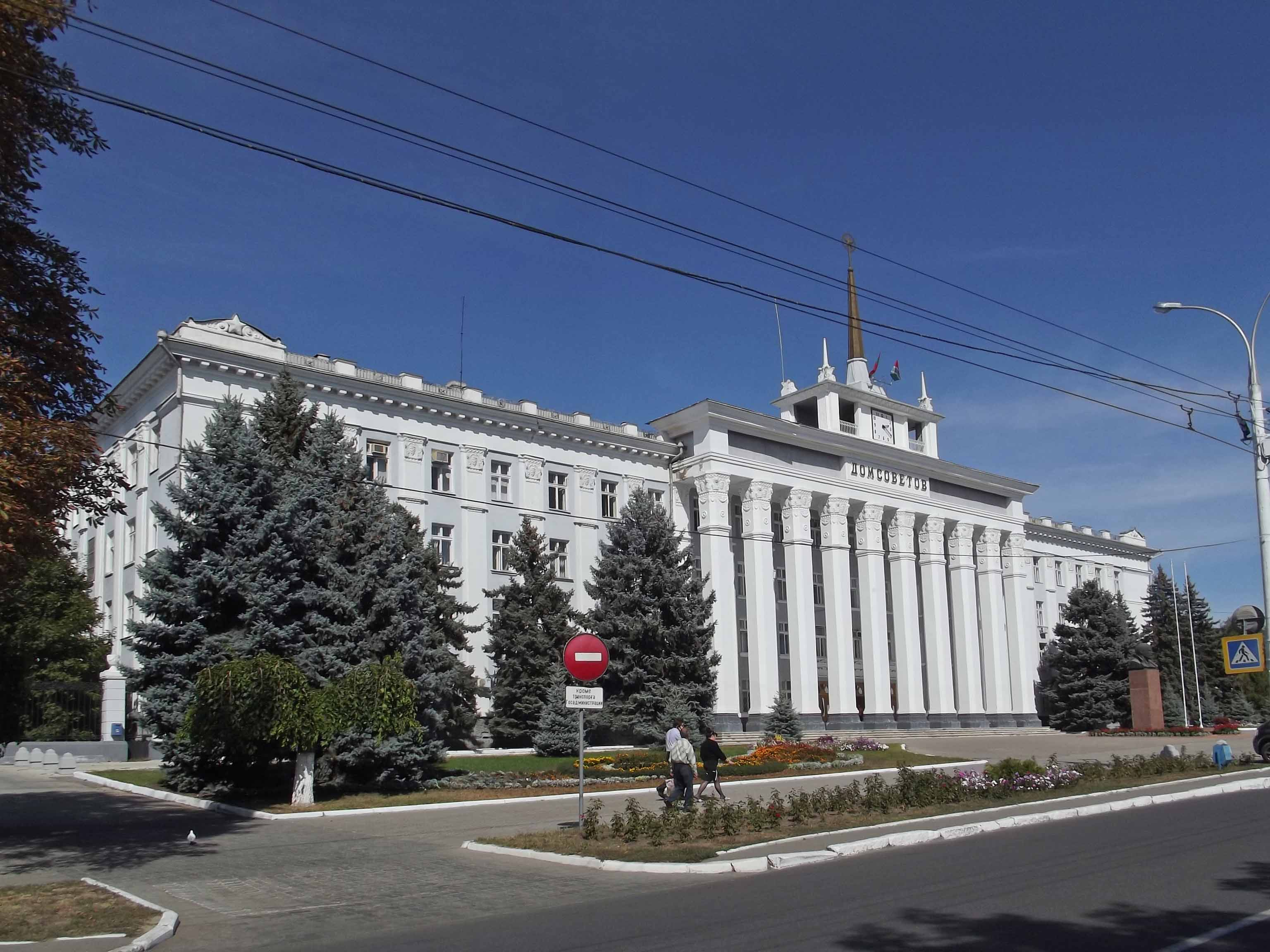
Siège du Parlement (Conseil suprême) à Tiraspol, en 2013.

Chaque fois que le gouvernement moldave (quelle qu'en soit la couleur politique, même communiste) a tenté des rapprochements avec la Roumanie et l'Union européenne, celui de la RMD a répliqué en manifestant sa volonté d'indépendance ou de rattachement à la fédération de Russie. Le 31 mars 2006, la RMD a organisé un référendum sur son avenir. Le 6e congrès extraordinaire des représentants au Soviet (ou Conseil) suprême, présidé par Evgueni Chevtchouk, a proposé aux électeurs le choix entre l'indépendance et le rattachement à la Russie (le choix d'un accord avec la Moldavie, comme celui conclu par les séparatistes de Gagaouzie, n'était pas proposé). Chevtchouk a aussi demandé que la Russie et l'Ukraine reconnaissent officiellement les résultats du référendum et que des observateurs internationaux supervisent ce référendum. Le vote a mobilisé 78,6 % des électeurs, qui ont approuvé à 97,1 % le rattachement à la Russie. Les observateurs de la CEI ont déclaré que le référendum s'est déroulé de manière libre et démocratique, alors que ceux de l'Union européenne et de l'OSCE ont refusé de reconnaître les résultats en raison de l'absence de l'option moldave, d'irrégularités et du manque d'indépendance des médias.
En décembre 2011, Evgueni Chevtchouk, ex-président du Soviet suprême et réputé libéral, est élu président face à Anatoli Kaminski, président du Parlement et réputé soutenu par Moscou. Le fondateur de la RMD Igor Smirnov, candidat à sa propre succession, est éliminé dès le premier tour. Ces résultats traduisent à ce moment l'aspiration des électeurs à une ouverture plus large du pays vers l'extérieur et à une moindre dépendance vis-à-vis de la Russie. Mais le 18 mars 2014, soit deux jours après le référendum de 2014 en Crimée portant sur le rattachement de cette république à la Russie (96,77 % des votants s'étant prononcés en faveur de ce choix), le gouvernement de la RMD présidé par le même Evgueni Chevtchouk déclare vouloir rejoindre à son tour la fédération de Russie.

### Reconnaissance internationale
Le pays est reconnu par deux entités autoproclamées non reconnues internationalement (trois jusqu'à la dissolution de la république d'Artsakh le 1 janvier 2024) :
- Ossétie du Sud-Alanie ;
- Abkhazie ;

### Symboles nationaux
Le drapeau et les armoiries du pays sont une reprise du drapeau et du sceau de l'État de la République socialiste soviétique moldave (qui a cessé d’exister en 1991) avec la préservation de la symbolique socialiste soviétique. Depuis 2017, l'État arbore un second drapeau officiel : le tricolore russe aux proportions modifiées.

Drapeau principal.
Armoiries de la Transnistrie.
Second drapeau officiel.
Drapeau des « Unités territoriales autonomes de la rive gauche du Dniestr » (UTAN), sans étoile et sans faucille et marteau.

### Défense
L'armée de la RMD se compose de 4 500 à 7 500 hommes pour 25 000 réservistes.
L’effectif du Groupe opérationnel des forces russes en Transnistrie en septembre 2009 était de 1 500 soldats de la 15e armée rattachée au « Commandement stratégique opérationnel Sud » (qui contrôle aussi le Caucase, le Donbass et la Crimée) ; il était composé, en 2005, de la 8e brigade des fusiliers motorisés de la garde, du 1162e régiment de roquettes antiaériennes, du régiment des transmissions, de 402 soldats de la mission PKF de maintien de la paix de la CEI et d'autres éléments de soutien. Ces effectifs russes sont officiellement chargés de protéger les entrepôts de munitions ex-soviétiques et, avec l’aide de 492 militaires transnistriens, de garder la frontière moldo-transnistrienne.

## Histoire
La république moldave du Dniestr (RMD) s'étend à l’intérieur des régions historiques ukrainiennes de Podolie et du Yedisan : à l'exception des villes de Dubăsari et de Bender (Tighina), son territoire n'a appartenu ni à l'ancienne principauté de Moldavie ni à l'ancienne Bessarabie.
En revanche, en 1924, ce territoire est inclus dans la République socialiste soviétique autonome moldave que les Soviétiques ont alors créée au sein de la république socialiste soviétique d'Ukraine. La République autonome moldave est formée par les districts alors peuplés majoritairement de roumanophones.
Le 28 juin 1940, à la suite de l'ultimatum russe du 26 juin 1940 avec délai de vingt-quatre heures, l'URSS annexe la Bessarabie qui est alors incluse dans la république autonome de Moldavie, transformée en république socialiste soviétique de Moldavie. Du 28 juin 1940 au 2 août 1940, pendant cinq semaines, la RSSM comprend l'ex-RSSA de Moldavie et la Bessarabie (soit 52 710 km2).
Le 2 août 1940, la toute nouvelle république socialiste soviétique de Moldavie est diminuée de 40 % de son territoire initial et, entre autres, perd 56 % (4 800 km2) de son territoire transnistrien. À peu de chose près, elle correspond (avec 28 250 km2), à l'actuelle république de Moldavie (qui, depuis 1946, est un peu plus étendue : 33 843 km2). Ainsi la république de Moldavie ne compte aujourd'hui à l'intérieur de ses frontières internationalement reconnues que 62,8 % du territoire que la RSSM possédait à sa fondation en juillet 1940.
Pendant la Seconde Guerre mondiale, en juillet 1941, la Bessarabie est réoccupée par la Roumanie devenue fasciste dans le cadre de l'invasion des forces de l'Axe en Union soviétique. La même année, le territoire soviétique compris entre le Dniestr et le Boug méridional forme le « gouvernorat » roumain de Transnistrie, avec Odessa pour capitale (voir Gouvernement de Transnistrie). En 1942, ce « gouvernorat » de Transnistrie compte 1,2 million d'habitants (dont 23 % de roumanophones), sur 44 000 km2. Il est divisé en 13 districts. Les roumanophones sont nombreux surtout à l'ouest, dans le bassin du Dniestr. Le régime du maréchal Antonescu, en fait une sorte de « Sibérie roumaine » où il déporte résistants, Juifs et Roms qu'on laisse mourir de froid et de dysenterie, quand ce n'est pas l'armée elle-même qui les fusille lorsqu'ils tentent de résister ; il arrive que d'autres soient enfermés dans des hangars que l'on arrose de carburant avant d'y mettre le feu. Le livre d'Arnold Daghani, La tombe est dans la cerisaie, évoque précisément cette période, la Shoah par balles, l'anéantissement du peuple juif par l'épuisement, la famine et les mauvais traitements.
L'Armée rouge revient en mars 1944 et la Transnistrie est réintégrée à l'Union soviétique qui déporte la moitié des roumanophones, accusés de collusion avec l'occupant fasciste. Dans les années 1960, la rive gauche du Dniestr s'industrialise ; sont ainsi créés la centrale hydroélectrique de Dubăsari, l’arsenal de Colbasna, les industries mécaniques et autres de Tiraspol. De nombreux russophones s'y installent.
La RMD fait sécession de la Moldavie en 1991 lorsque cette dernière prend son indépendance vis-à-vis de l'URSS (au sein de laquelle la RMD souhaite demeurer).
Alors que l'Union soviétique commence à se démocratiser à la fin des années 1980, il se produit en Moldavie, avec la future RMD et la Gagaouzie, un phénomène similaire à celui observé ultérieurement en Ukraine avec la Crimée et le Donbass, en Géorgie avec l'Abkhazie et l'Ossétie du Sud-Alanie, ou en Azerbaïdjan avec le Haut-Karabakh : face aux mouvements centrifuges et indépendantistes des Républiques unionales (Moldavie, Ukraine, Géorgie, Azerbaïdjan), le pouvoir russe encourage et soutient l'autonomie des minorités locales (russe en Ukraine et Moldavie, abkhaze et ossète en Géorgie, arménienne en Azerbaïdjan). Cela a pour effet de dresser les habitants les uns contre les autres, et de poser l'armée soviétique en arbitre.
Les tensions augmentent d'autant et en juin 1990, lorsque le Parlement de la république de Moldavie adopte l'utilisation du roumain (langue de la majorité autochtone) comme seule langue officielle de la République, les Russo-Ukrainiens, déjà alarmés depuis 1989 par la réintroduction de l'alphabet latin et la volonté moldave de sortir du giron soviétique, expriment leur refus de devoir apprendre la langue locale et leur crainte de perdre leur situation privilégiée pour raison linguistique, comme dans les pays baltes. De plus, une éventuelle réunification entre la Roumanie et la Moldavie paraît inacceptable pour les slavophones (25,4 % de la population en république de Moldavie, mais qui ne seraient plus que 8 % dans une Roumanie-Moldavie unie). Aussi, les slavophones de Transnistrie rassemblés par Igor Smirnov, réclament le maintien de leur région au sein de l'URSS et son rattachement à la république soviétique de Russie, comme l'enclave de Kaliningrad. Le 2 septembre 1990, ils proclament une « république socialiste soviétique moldave du Dniestr » qui n'est pas reconnue par le Soviet Suprême de l'URSS, car elle n'existait pas auparavant, la Moldavie ayant une structure unitaire au sein de l'URSS, avec 41 raions égaux en droits et tous bilingues.
En novembre, des violences éclatent entre les forces armées de la république de Moldavie et les milices russophones de la RMD, ces dernières étant alors appuyées par la XIVe armée russe qui est stationnée en permanence sur le territoire. La journaliste Olga Căpăţînă note qu'il y a dans chaque armée des russophones et des roumanophones, et qu'à son avis il s'agit d'un conflit politique et non pas ethnique. La nouvelle République moldave du Dniestr choisit Tiraspol comme capitale et demande son rattachement à la Russie.
En novembre 1991, dans le contexte de la dislocation de l'URSS et de l'abandon du communisme, le pays est renommé par les autorités de Tiraspol en « république moldave du Dniestr » (RMD) et abandonne officieusement et partiellement l'idéologie communiste (du moins dans le domaine économique) pour s'orienter vers un passage progressif à l'économie de marché. À l'occasion d'un premier référendum organisé en décembre 1991, la population de la RMD se prononce pour l'indépendance du territoire.
En juin 1992, les combats reprennent. Le 3 juillet 1992, un violent tir d'artillerie sur les gardes-frontières moldaves (et sur un bus de civils qui passait par là, tirs filmés par Olga Căpăţînă) près de la forêt de Hârbovăţ/Gerbovetskiy au nord-ouest de Bender/Tighina fait 112 morts dans les rangs moldaves et signe la fin effective des hostilités à la suite de cette attaque.
La Force conjointe de maintien de la paix sur la frontière moldo-transnistrienne (PFK) comprenant des éléments triparties de la CEI (russe, moldave et transnistrienne) est déployée le 29 juillet 1992 le long du Dniestr et autour de Tighina. Dans cette force, Russes et Transnistriens sont 894 (402 soldats russes et 492 transnistriens), les Moldaves sont 355, et il y a aussi 10 observateurs militaires ukrainiens,.

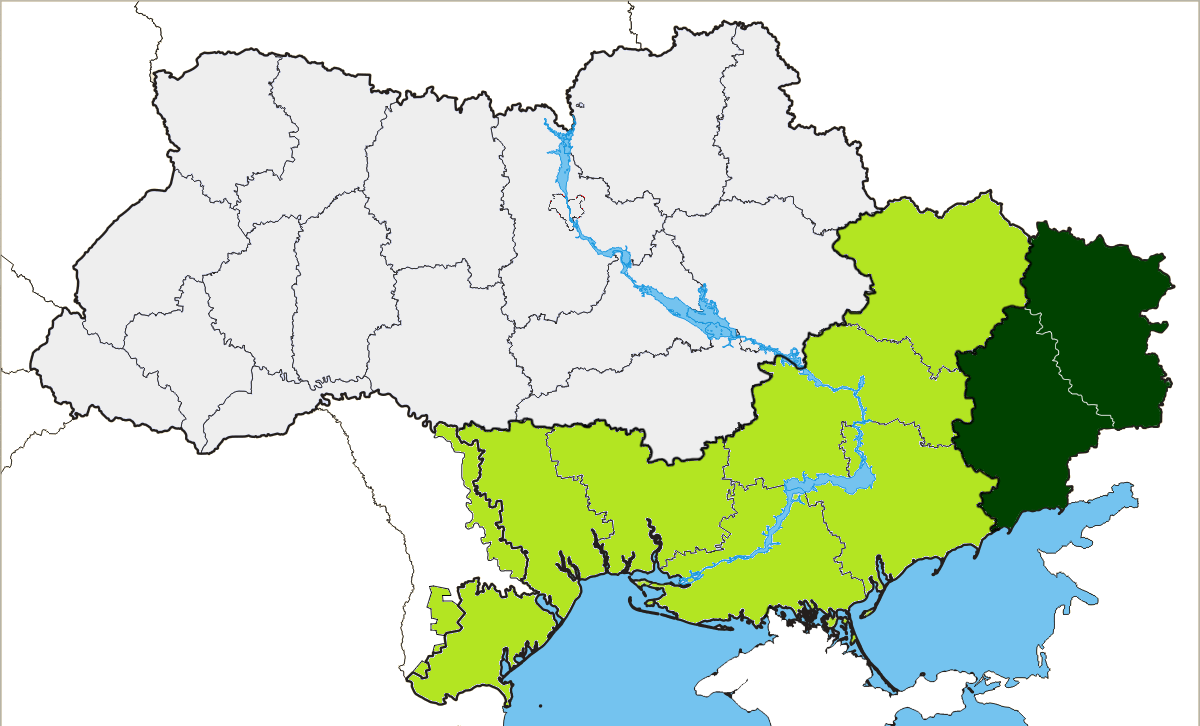
La Nouvelle-Russie, telle qu'elle est envisagée par Pavel Goubarev et par le « Parti de la Nouvelle Russie », incluant les territoires moldaves de Transnistrie et Gagaouzie (en vert foncé, les oblasts de Donetsk et Lougansk que les séparatistes contrôlent en partie).

À l'automne 1992, un accord entre le président de la république de Moldavie Mircea Snegur et le président de la fédération de Russie, Boris Eltsine stipule que la Russie resterait neutre si la RMD bénéficiait d'un statut de région autonome dans le cadre de la république de Moldavie : c'est la naissance des « Unités territoriales autonomes de la rive gauche du Dniestr » (UTAN). En échange, la république de Moldavie s'engage à ne plus revendiquer son rattachement à la Roumanie ou, s'il intervenait, à accorder le droit à l'autodétermination aux UTAN. Mais depuis, les UTAN ne contrôlent que 5% de leur territoire (la moitié du raion de Dubăsari), les 95% autres étant sous le contrôle de la RMD.
La position du président russe, Vladimir Poutine, soutient aussi la création d'une région intégrée à la république de Moldavie, à condition que cette dernière soit bilingue et reste liée à la fédération de Russie par des accords bilatéraux.
En décembre 2011, le nouveau président Evgueni Chevtchouk déclare qu'il cherchera « la reconnaissance internationale de l'indépendance de la RMD » mais en mars 2014 il déclare vouloir rattacher la RMD à la fédération de Russie.
En décembre 2014, les médias transnistriens et gagaouzes se rallient aux revendications de Pavel Goubarev pour une « Nouvelle-Russie » incluant la partie sud-est de l'Ukraine, la Transnistrie et la Gagaouzie tandis qu'en 2015 le général moldave Ion Costaș, ancien ministre de la Défense de Moldavie durant la guerre du Dniestr, déclare que la « solution des conflits serait que la Moldavie cède la Transnistrie et la Gagaouzie à la Nouvelle-Russie ou à l'Ukraine en échange de l'accord définitif de Moscou et de Kyïv pour une entrée de la Moldavie dans l'Union européenne et l'OTAN ou une union avec la Roumanie ».
Quelques jours après l'invasion de l'Ukraine par la Russie en 2022, la Transnistrie a affirmé ne pas être impliquée dans le conflit et semblait effectivement non concernée par les opérations militaires, malgré sa position stratégique.

### Solutions proposées pour sortir du statutde facto

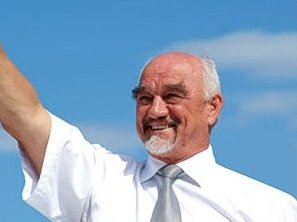
Igor Smirnov, dirigeant de la République moldave autoproclamée du Dniestr de sa création à 2011.

En 2003, Dmitri Kozak, l'envoyé du président russe Vladimir Poutine, appuie une « fédéralisation » de la république de Moldavie garantie par la Russie et l'Ukraine. Les partis qui revendiquent l'union avec la Roumanie, minoritaires, estiment que toutes ces propositions visent en réalité à russifier la Moldavie entière et que si elles sont adoptées, ce serait en fait une annexion de la Moldavie par la république moldave du Dniestr. Cela détermine l'Ukraine à proposer d'accorder à la RMD le statut de « république autonome » dans le cadre de la république de Moldavie : l'Ukraine avait fait la même chose sur son propre territoire en Crimée pour empêcher la Russie d'en prendre le contrôle, et cette solution avait alors la faveur de la population russophone majoritaire locale. Quant à la Moldavie, son parlement à majorité communiste a adopté au mois de juillet 2005 une loi qui accorde à l'« Unité territoriale autonome de la rive gauche du Dniestr » (UTAN) une large autonomie. Ces plans acceptent comme garants la Russie et l'Ukraine, mais le plan moldave prévoit aussi les États-Unis et l'Union européenne.
Toutefois, la RMD n'a reconnu aucune de ces dispositions, et c'est pourquoi elle n'est à son tour reconnue par aucun État membre de l'ONU et n'existe donc que de facto : seule l'UTAN bénéficie d'un statut de jure. Pour tenter de débloquer la situation après que les communistes ont également acquis la majorité à Chișinău, une première rencontre directe entre les deux présidents communistes de Moldavie (Vladimir Voronine) et de la république moldave du Dniestr (Igor Smirnov) a lieu à Bendery (Tighina) (ville sous administration de la RMD) le 11 avril 2008. Mais la relance du processus de négociations dit « 5+2 » échoue, car Smirnov, son gouvernement et, pour autant qu'ils puissent s'exprimer, ses électeurs souhaitent un rattachement à la Russie, que ni le Kremlin ni la Moldavie, ni l'Organisation des Nations unies n'admettent. L'intransigeance de la RMD se durcit à l'été 2013 en même temps que la crise de Crimée et pour la même raison : l'approche de la signature d'un accord d'association avec l'Union européenne dont la Russie ne veut pas.

### La Transnistrie pendant la guerre russo-ukrainienne
Après le début de l'invasion russe de l'Ukraine en 2022, l'Ukraine ferme sa frontière avec la Transnistrie, qui était la principale voie d'entrée des marchandises dans la région. De ce fait, la Transnistrie dépend entièrement de la Moldavie pour autoriser les importations à travers sa propre frontière. Les responsables politiques transnistriens sont de plus en plus inquiets de la situation. 
Le 22 février 2023 un décret de 2012 exprimant la volonté du Kremlin de « trouver une solution légale pour la Transnistrie en respectant l'intégrité territoriale de la Moldavie » est abrogé, ce qui peut permettre à la Russie de reconnaître officiellement l'indépendance transnistrienne, comme elle l'a déjà fait avec l'Abkhazie ou l'Ossétie du Sud en Géorgie.
Le 28 février 2024, les députés de Transnistrie se réunissent en Congrès pour objectif d'organiser un référendum, voter pour ou contre l'annexion de la Transnistrie par la Russie.
Le 1er janvier 2025, un accord prévoyant l'acheminement du gaz russe via l'Ukraine prends fin, interrompant ainsi l'acheminement de gaz naturel vers la Transnistrie et créant une grave crise énergétique,. Les autorités transnistriennes refusent d'acheter du gaz aux prix du marché à la Moldavie, tandis que la Russie n'a pas repris les livraisons par une autre voie.

## Démographie
La composition ethnique de la région a subi des changements au cours de l'histoire récente, le changement le plus notable étant la diminution de la population moldave roumanophone et l'augmentation de la population russe. Par exemple, les Russes représentaient 13,7 % de la population de la Transnistrie en 1926, 25,5 % en 1989 puis 34 % en 2015, tandis que la proportion de Moldaves est passée de 44,1 % en 1926 à 39,9 % en 1989 et 33 % en 2015. Seule la proportion d’Ukrainiens est restée stable : 27,2 % en 1926, 28,3 % en 1989 et 26,7 % en 2015.
En octobre 2015, les autorités transnistriennes organisent un recensement distinct du recensement moldave de 2014 : la population de la région s'élève alors à 475 665 habitants, soit une diminution de 14,3% par rapport à 2004. Le taux d'urbanisation est de 69,9%.
Les groupes ethniques les plus importants en 2015 sont les Russes (161 300, 34 %), les Moldaves (156 600, 33%) et Ukrainiens (126 700, 26,7 %). On note aussi des minorités de Bulgares (13 300, 2,8 %), Gagaouzes (5 700, 1,2 %), Biélorusses (2 800, 0,6 %), Allemands (1 400, 0,3 %) et Polonais (1 000, 0,2 %). 5 700 personnes (1,2 % de la population) se réclament d'une autre ethnie.

## Économie

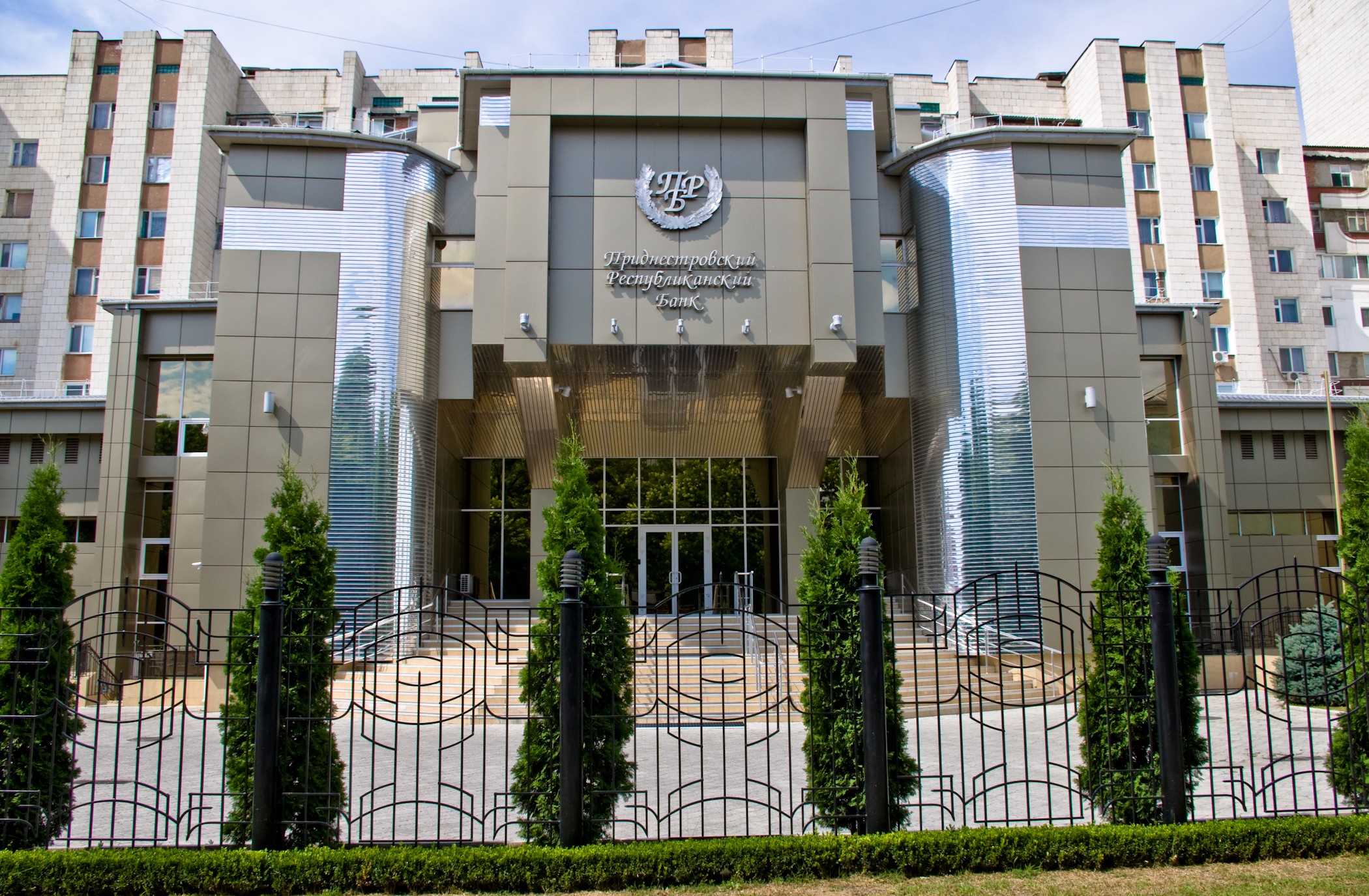
Siège de la banque de la république de Transnistrie (PRB) en 2011

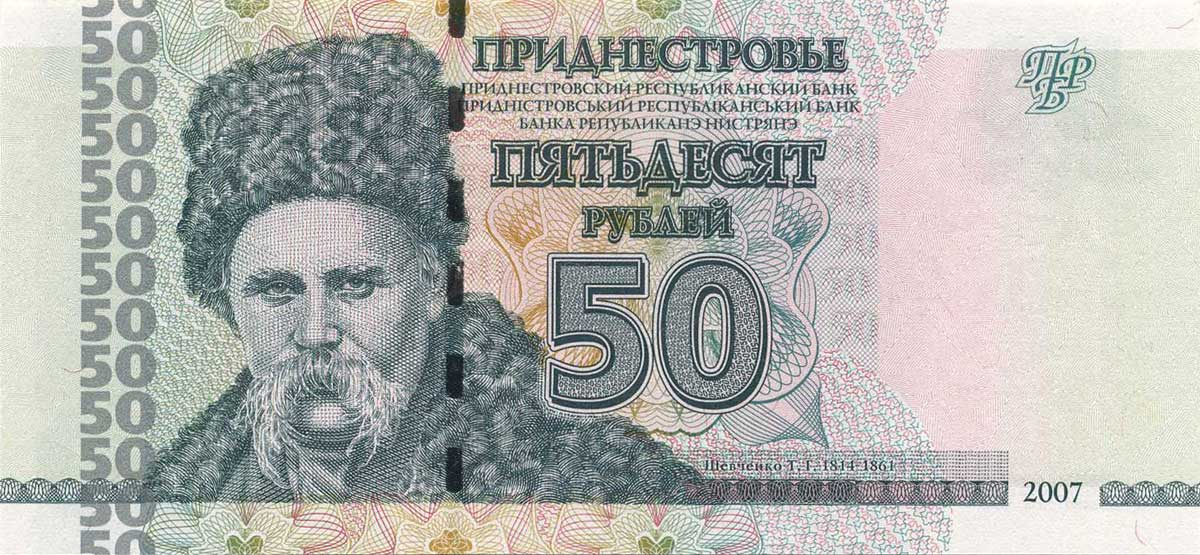
50 roubles de Transnistrie (billet de 2007).

La Transnistrie a une économie mixte, ainsi que sa propre monnaie, le rouble transnistrien, et édite ses propres timbres postaux. 
À la suite d'un processus de privatisation à grande échelle à la fin des années 1990, la plupart des entreprises de Transnistrie sont désormais privées. L'économie repose sur un mélange d'industrie lourde (production d'acier), de production d'électricité et de fabrication (production textile), qui représentent ensemble environ 80 % de la production industrielle totale.
La Transnistrie possède sa propre banque centrale, la Banque républicaine de Transnistrie, qui émet sa monnaie nationale, le rouble transnistrien. Il est convertible à un taux de change flottant mais uniquement en Transnistrie.
L'économie de la Transnistrie est fréquemment décrite comme dépendante de la contrebande et du trafic d'armes,. Certains commentateurs, dont Zbigniew Brzezinski, l'ont même qualifié d'état mafieux,. Ces allégations sont niées par le gouvernement de Transnistrie et parfois minimisées par les responsables russes et ukrainiens.
La RMD a bénéficié jusqu'à l'effondrement de l'Union soviétique de la majeure partie des investissements faits en Moldavie. Ainsi, en 1990, 40 % du PNB total de la Moldavie était assuré par la RMD sur le territoire de laquelle se trouvaient la plupart des industries moldaves. Cette situation est toujours d'actualité en 2014 mais la république moldave du Dniestr, enclavée, doit faire transiter ses marchandises par l'Ukraine ou, plus rarement, la Moldavie.
Autrefois État pauvre et ultra-militarisé, marqué par la guerre du Dniestr de 1992, la RMD a, depuis, bénéficié d'investissements russes substantiels et aujourd'hui (2007) elle est plus industrialisée et plus moderne que les autres régions moldaves. Le partenaire économique le plus important de la RMD est toujours la Russie qui maintient le pays sous perfusion afin de bénéficier dans la région, entre Moldavie et Ukraine, et près des frontières orientales de l'Union européenne et de l'OTAN, d'une « tête de pont » marquant sa zone d'influence exclusive : des usines Gazprom sont d'ailleurs implantées dans le pays.

### Importations et exportations
Un tiers des exportations de la Transnistrie sont destinées à l'Union européenne.
Avec l'accord d'association entre la Moldavie et l'Union européenne qui autorise les relations commerciales avec l'UE sans droits de douane, les entreprises transnistriennes se sont tournées massivement vers l'Ouest.
À la suite de l'invasion de l'Ukraine par la Russie en 2022, la frontière avec l'Ukraine est fermée et le port d'Odessa qui servait à l'exportation de produits transnistriens n'est plus accessible. Cela fragilise l'économie de la république autoproclamée, alors que la Moldavie se développe relativement plus au contact de l'Union européenne.
À partir du 1er janvier 2024, les exportateurs basés en Transnistrie doivent payer des droits de douane à la Moldavie. Auparavant, ils en étaient exemptés et payaient ces droits au gouvernement de facto de la Transnistrie. Cette mesure provoque la colère et des manifestations en Transnistrie, car faisant craindre une hausse des prix.

### Secteurs économiques
La principale industrie est l'acier, grâce à l'usine sidérurgique de Moldavie (qui fait partie du holding russe Metalloinvest) à Rîbnița, qui représente environ 60 % des recettes budgétaires de la Transnistrie. La plus grande entreprise du secteur textile est Tirotex, qui prétend être la deuxième plus grande entreprise textile d'Europe et employer 6 100 salariés. Le secteur de l'énergie est dominé par les entreprises russes. La plus grande compagnie d'électricité Moldavskaya GRES (centrale électrique de Cuciurgan) se trouve à Dnestrovsc et appartient à Inter RAO UES, et la société de transport et de distribution de gaz Tiraspoltransgas est probablement contrôlée par Gazprom, bien que Gazprom n'en ait pas officiellement confirmé la propriété. Le secteur bancaire de Transnistrie se compose de 8 banques commerciales, dont Gazprombank. Le plus ancien producteur d'alcool KVINT, situé à Tiraspol, produit et exporte du brandy, du vin et de la vodka.

### Conglomérat Sheriff
L'autre grande entreprise de la RMD est le groupe Sheriff, fondé par Viktor Gushan (Ukrainien de RMD) et Ilya Kazmaly (Russe d'origine gagaouze), tous deux anciens officiers des services de renseignement soviétiques. Le groupe possède une chaîne de supermarchés, des usines agroalimentaires, le principal réseau de station-service, des concessions automobiles, une agence de publicité, une chaîne de télévision, un opérateur de téléphonie mobile et est également propriétaire de l'équipe de football de Tiraspol où elle a construit en 2000 un complexe sportif de plus de 200 millions de dollars. Oleg Smirnov, fils du fondateur de la RMD Igor Smirnov, est l'un des dirigeants du groupe Sheriff, qui bénéficie d'avantages tels des réductions de taxes d'import-export.

### Trafic d'armes
On estime qu'il existe aujourd'hui environ 20 000 tonnes d'armes en Transnistrie, laissées derrière elle par la 14e armée russe à l'issue de la guerre du Dniestr. L'un des plus gros dépôts d'armes d'Europe se trouve ainsi dans le village de Cobasna. Ces quantités d'armes alimentent un trafic important, notamment à destination de groupes terroristes. Les ventes d'armes représentent de fait une source majeure de revenus pour l'économie informelle en RMD,.
Le 8 mai 2005, The London Times a publié un article sur les ventes d'armes par des réseaux mafieux en RMD, y compris des missiles à tête « radioactive ». Si cette information était fondée, il ne s'agirait pas de têtes nucléaires, mais de têtes contenant une très petite quantité de matériau fissile, probablement utilisée dans les capteurs, ou encore forgées en métal contenant de l'uranium appauvri. Selon Zaur Borov et Stephen Bowers (dans Illegal Weapons Traffic in Eastern Europe), on trouverait de l'armement léger mais aussi des missiles Stinger, armes antiaériennes fabriquées aux États-Unis.
Depuis le début de la guerre du Donbass, en 2014, le contrôle de la frontière entre la Transnistrie et l'Ukraine s'est accru. Jusque-là, les armes, mais aussi l'alcool, les cigarettes et les produits alimentaires de contrebande, circulaient sans entrave ou presque de part et d'autre de la frontière. La contrebande a ainsi souffert de divers facteurs liés au conflit ukrainien : des postes frontières ont été ouverts, le passage vers l'Ukraine d'hommes en âge de combattre et ayant la nationalité russe a été interdit, et le marché ukrainien a perdu en attractivité.
Un Français, Xavier Deleu, a collecté de nombreux témoignages dans le livre Transnistrie, la poudrière de l'Europe, mais cet ouvrage manque de données chiffrées, ce qui a suscité des controverses semblables à celles concernant les réalités de l'URSS avant 1989, et a fait dire à Jean-Baptiste Naudet du Nouvel Observateur que « la Transnistrie est un territoire de l'Europe géographique où l'URSS, son système, son administration, son décorum et ses méthodes sont encore en place : un véritable conservatoire historique ». Un autre Français, Frédéric Delorca, émet des doutes sur les témoignages de Deleu et insiste sur les récents efforts de Tiraspol pour s'aligner sur les normes juridiques internationales, dans son ouvrage Transnistrie : voyage au pays des derniers soviets.

### Gaz
L'entreprise russe Gazprom approvisionne la Transnistrie en gaz, qui n'est de facto pas payé. La Transnistrie n'étant pas reconnue, l'entité sécessionniste renvoie les demandes de paiement à la Moldavie, laquelle a donc une dette équivalente en 2023 à quatre fois son PIB envers Gazprom. Le gaz est un moyen de pression politique. La Crise énergétique moldave de 2022-2023 a eu lieu à la suite de l'invasion de l'Ukraine par la Russie.
L'accord d'approvisionnement en gaz entre la Russie et l'Ukraine expirant au 31 décembre 2024, de nombreuses entreprises sont menacées de ne plus fonctionner. Le 16 décembre 2024 les autorités de la Transnistrie décrètent un état d'urgence de soixante jours et prévoit en l'absence de gaz d'alimenter la centrale thermique de Kuchurgan en charbon, pour lequel il n'y a que cinquante jours de réserves.
L'Union européenne accorde le 1er février 2025 une aide de 60 millions d'euros de gaz. Bruxelles demande en contrepartie la réintégration progressive à la Moldavie, ce que le régime refuse. La Transnistrie annonce le 10 février 2025 la reprise des livraisons de gaz russes, par l'intermédiaire de l'entreprise MET Gas and Energy Marketing AG dirigée par un proche de Victor Orban. Le gaz transite par la mer Noire, la Turquie puis la Bulgarie, la Roumanie et la Moldavie. Pour autoriser le transit sur son sol, le gouvernement moldave demande à la Transnistrie la libération des prisonniers politiques, la diffusion de la télévision publique moldave et la suppression des points de contrôle à la frontière de facto.

## Culture

### Langues, identité

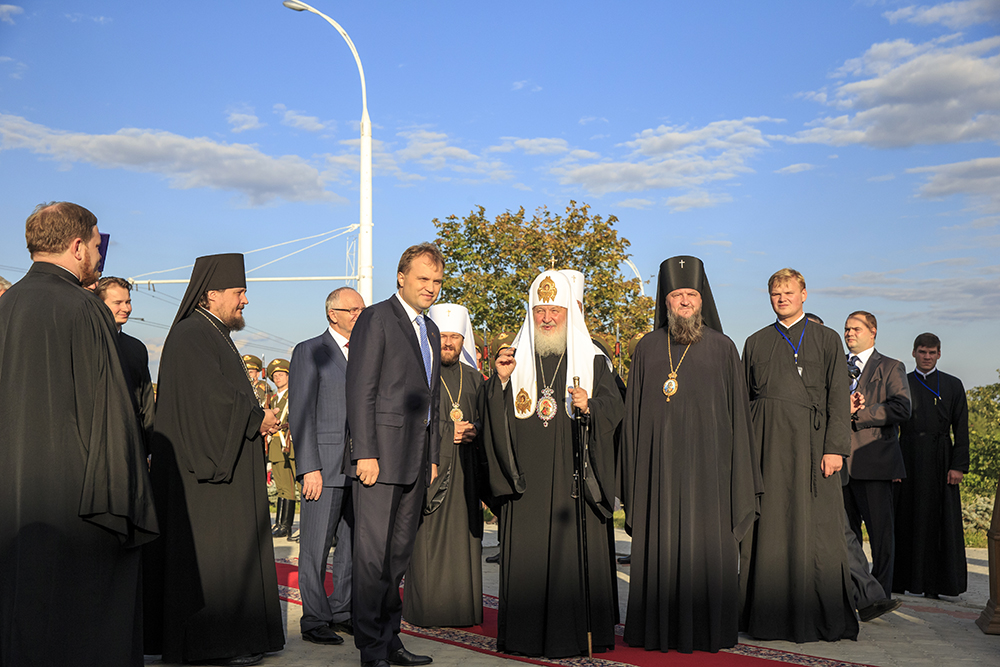
Evgueni Chevtchouk.

Les trois langues officielles de la Transnistrie sont le russe, langue d'État parlée par l'ensemble des citoyens, et langue maternelle pour 30,4 % d'entre eux, l'ukrainien parlé par 28,8 % d'entre eux, et le « moldave » (roumain écrit en caractères cyrilliques) qui est la langue maternelle de 31,9 % d'entre eux. Ainsi la population transnistrienne se partage globalement en trois tiers, Russes, Ukrainiens et Moldaves, avec des minorités polonaises dans le nord, bulgares et arméniennes à Tiraspol.
L'identité nationale de la Transnistrie s'est construite sur la commémoration des luttes antifascistes de la « Grande Guerre patriotique » (nom de la Seconde Guerre mondiale vue du Front de l’est), sur l'opposition à l'unionisme moldo-roumain dépeint comme « fasciste » et à l'influence européenne dépeinte comme inféodée au grand capital international, et plus récemment sur le « Novorussisme ».

### Religions

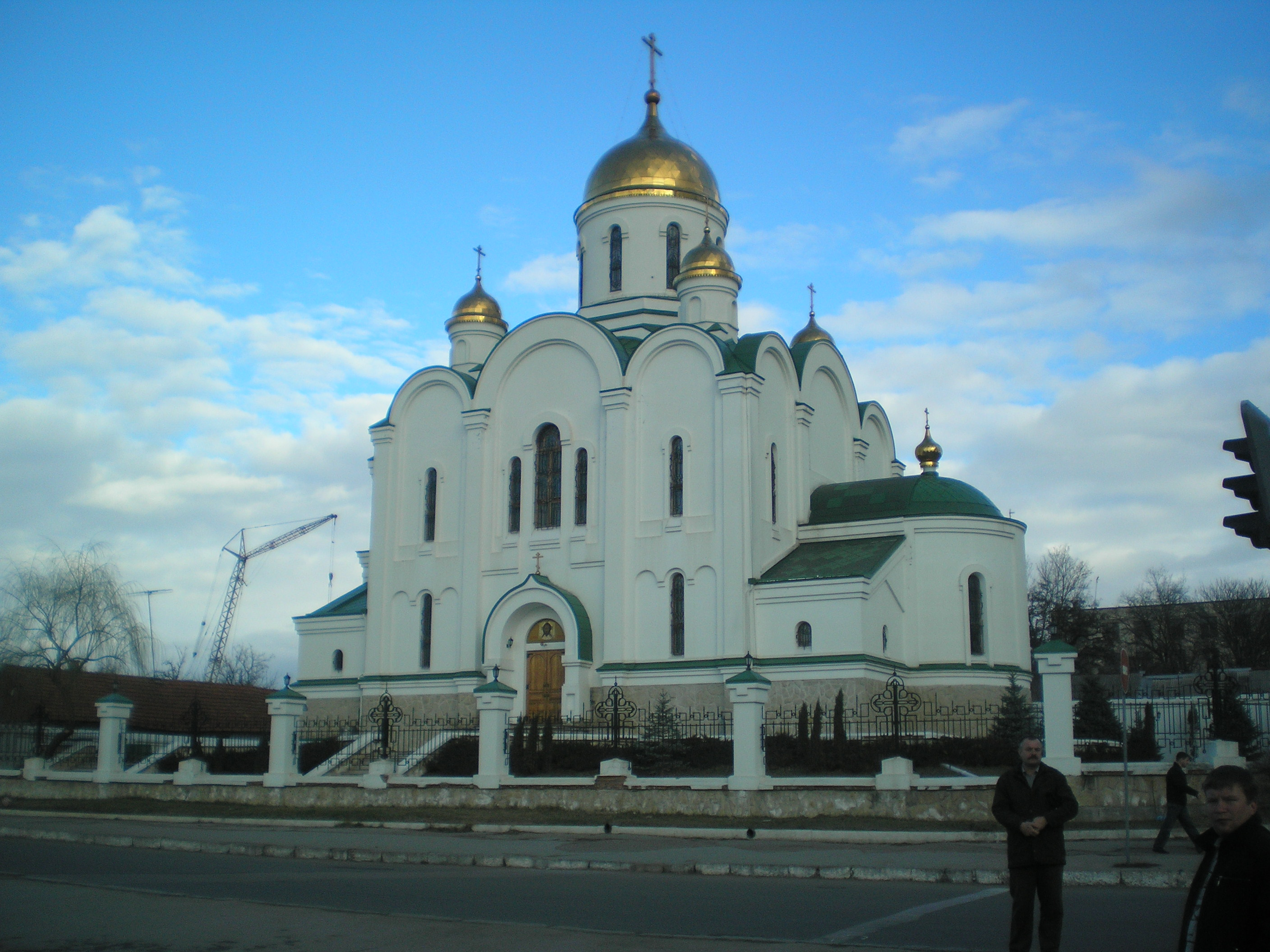
Basilique orthodoxe de Tiraspol.

La population de la Transnistrie est à 91 % de religion orthodoxe, rattachée au Patriarcat de Moscou. Seulement 4 % de la population sont catholiques (principalement des Polonais) et vivent notamment dans le Nord de la RMD.
Le gouvernement de la RMD cofinance la construction de nouvelles églises dans le pays : la Constitution du pays affirme respecter la liberté de religion et celle-ci est effective, du moins pour l'Église orthodoxe russe. Dans les fêtes officielles, ses hiérarques orthodoxes figurent en bonne place aux côtés des militaires et des membres du gouvernement.
Avant la Seconde Guerre mondiale, la plus grande minorité non chrétienne de la région, la communauté juive, alors particulièrement nombreuse dans certaines localités (par exemple, en 1930, la moitié des habitants de Bender était de langue maternelle yiddish) a presque disparu de Transnistrie, conséquence de la Shoah, puis d'une vague d'émigration esquissée dès la fin de la période soviétique qui s'est ensuite amplifiée ; ainsi, sur les onze synagogues que comptait Tiraspol avant la chute du communisme, une seule subsiste.
Il y a aussi beaucoup d'agnostiques, et d'athées, conséquence de l'athéisme prôné sous le régime soviétique.

### Droits de l'homme
Le parlement de la république moldave du Dniestr est signataire d'un traité visant à garantir les droits de l'homme en septembre 1992.
Toutefois, il est difficile d'en vérifier le respect, même si récemment des liaisons quotidiennes par autobus entre Chișinău et Tiraspol ont été autorisées pour les citoyens moldaves, russes, ukrainiens et de la RMD (dont beaucoup d'habitants ont également des passeports russes ou ukrainiens). La frontière de fait entre Transnistrie et Moldavie sépare des familles et est donc traversée quotidiennement par de nombreuses personnes. De nombreux contrôles ont lieu qui peuvent constituer une atteinte aux droits de la personne humaine et parfois comporter des réactions violentes de la part des forces armées.
Selon Amnesty International les libertés fondamentales (association, élections libres, presse) n'y sont pas garanties car les habitants subissent en permanence la pression du gouvernement : personne n'oserait critiquer la politique indépendantiste ou rattachiste à la Russie de la RMD depuis 1990, position assimilée à une trahison (et juridiquement passible de lourdes peines) étant donné que l'identité même de l'État a été construite dès le départ sur l'opposition à la Moldavie, la « russité » du pays, l'isolationnisme et la méfiance vis-à-vis de toute influence occidentale. La Transnistrie reste relativement coupée du monde, et de nombreuses personnes ont déjà été arrêtées pour avoir simplement manifesté pour des motifs sociaux ou économiques, sans même être des opposants au régime de Tiraspol. Les médias sont également contrôlés par le gouvernement, il n'y a pas de liberté de presse.
Même si la Constitution du pays affirme respecter la liberté de religion, en 2007, le Christian Broadcasting Network dénonce la persécution des protestants dans le pays.

### Philatélie
Des timbres sont émis depuis 1991 mais ne sont pas reconnus par l'UPU (Union postale universelle), ni par la majeure partie des États du monde. Pour l'ONU, ce territoire doit utiliser les timbres de Moldavie. Pour les envois intérieurs, seuls les timbres de RMD sont autorisés et utilisés. Pour la plupart des envois internationaux, les timbres de Moldavie sont obligatoires, mais pour les envois en Russie, en Biélorussie, au Kazakhstan, les timbres de Transnistrie sont acceptés. En revanche, l'Ukraine refuse les timbres de Transnistrie sur les courriers, car elle est confrontée à des mouvements indépendantistes et irrédentistes prorusses à l'est de son territoire.

### Monnaie
La monnaie utilisée est le rouble de Transnistrie (PMR), qui se décline en pièces métalliques et en billets. Des monnaies plastiques sont également en service.
Certains distributeurs automatiques ne peuvent être utilisés avec les cartes bancaires étrangères. De même, les paiements par carte en magasin sont généralement réservés aux détenteurs de cartes locales. Il est possible de retirer des roubles transnistriens, des euros ou des dollars dans la plupart des distributeurs récemment installés, en particulier dans la capitale.